# Sassofono soprano

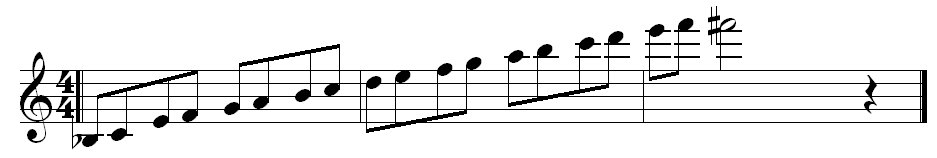
Estensione scritta del sassofono soprano

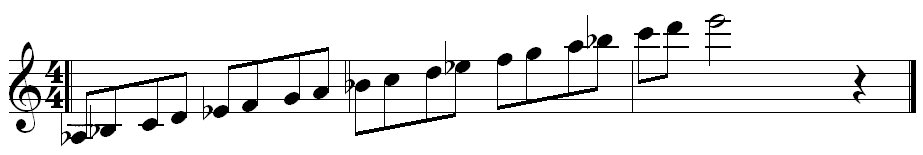
Estensione reale del sassofono soprano

Il sassofono soprano è la voce sopranile della famiglia dei sassofoni. 
Si tratta di uno strumento traspositore in Si♭. La sua estensione reale va dal La♭4 al Mi7 (gli ultimi modelli arrivano al Fa7), ma, come per tutti i sassofoni, viene scritta dal Si♭4 al Fa♯7 (per gli ultimi modelli Sol7).
Normalmente diritto, il soprano esiste anche in versione curva e semicurva (chiamata talvolta saxello). I problemi di costruzione (i fori portavoce sono molto piccoli) lo hanno reso per molto tempo uno strumento con gravi problemi d'intonazione limitandone l'uso. Oggi, grazie al miglioramento delle tecniche di costruzione, il problema dell'intonazione è stato superato negli strumenti di media e ottima qualità. Nella musica moderna è tornato in auge a partire dagli anni quaranta, grazie a Sidney Bechet e, successivamente, a John Coltrane.
Negli ultimi anni, a parte l'uso molto frequente nell'ambito del jazz, è spesso usato per assoli, anche in brani di musica leggera (...e dimmi che non vuoi morire di Patty Pravo, Roxanne dei Police, Viaggi e miraggi dall'album Canzoni d'amore di Francesco De Gregori o Io vivo come te, del sassofonista Wayne Shorter, nell'album Bella 'mbriana di Pino Daniele). Il timbro è tipicamente nasale e sottile. Si tratta del più acuto sassofono di uso comune.